# Maghadena dokoa
Maghadena dokoa är en fjärilsart som beskrevs av François Louis Nompar de Caumont de Laporte 1973. Maghadena dokoa ingår i släktet Maghadena och familjen nattflyn. Inga underarter finns listade i Catalogue of Life.